# Deepdale
Deepdale è uno stadio calcistico inglese da 23.408 posti, situato a Preston (Lancashire), sede delle partite casalinghe della squadra del Preston North End.

## Storia
Inaugurato il 21 gennaio 1875, il 5 ottobre 1878 ospitò la prima partita. Il Preston North End è stato uno dei club fondatori della Football League; dato che la Football League inglese è stato il primo campionato di calcio professionistico ad essere disputato, Deepdale è lo stadio di calcio più antico al mondo ad essere continuamente utilizzato per campionati professionistici.
L'impianto elettrico e la relativa illuminazione furono introdotti nel 1953. Il record di affluenza, registrato però quando lo stadio aveva una struttura differente, è di 42.684 spettatori, durante il match di campionato Preston North End - Arsenal, il 23 aprile 1938. È sede del National Football Museum inglese, il primo e il più grande museo calcistico al mondo. Agli inizi del 2005 il National Football Museum ha lanciato un appello all'UNESCO per dichiarare Deepdale Patrimonio dell'umanità.
L'architettura dell'attuale stadio è ispirata allo stadio di Genova, intitolato all' eroe di guerra Luigi Ferraris ed inaugurato nel 1911. Al pari di Deepdale il Luigi Ferraris è il più antico impianto di calcio in Italia